# Distrikt Huacaña
Der Distrikt Huacaña liegt in der Provinz Sucre in der Region Ayacucho in Südzentral-Peru. Der Distrikt entstand in den Gründungsjahren der Republik Peru. Er besitzt eine Fläche von 144 km². Beim Zensus 2017 wurden 390 Einwohner gezählt. Im Jahr 1993 lag die Einwohnerzahl bei 522, im Jahr 2007 bei 642. Sitz der Distriktverwaltung ist die 3170 m hoch gelegene Ortschaft Huacaña mit 290 Einwohnern (Stand 2017). Huacaña liegt etwa 18 km südsüdwestlich der Provinzhauptstadt Querobamba.

## Geographische Lage
Der Distrikt Huacaña liegt im Andenhochland im Südwesten der Provinz Sucre. Der Río Sondondo fließt entlang der westlichen Distriktgrenze nach Norden und entwässert das Areal. Im äußersten Südosten reicht der Distrikt bis zum Bergmassiv des 5112 m hohen Vulkans Nevado Ccarhuarazo (alternative Schreibweisen: Ccarhuaraso, Carhuarazo).
Der Distrikt Huacaña grenzt im Süden an den Distrikt Chipao (Provinz Lucanas), im Südwesten an die Distrikte Cabana und Santa Ana de Huaycahuacho (beide in der Provinz Lucanas) sowie im Norden und im Osten an den Distrikt Morcolla.

## Ortschaften
Im Distrikt gibt es neben dem Hauptort folgende größere Ortschaften:
- Aluzpampa
- San Juan de Chuschama
- Virgen de las Nieves de Ccarhuarazo